# Vengeance War ’till Death
Vengeance War ’till Death ist das Debütalbum der australischen Band Bestial Warlust. Es erschien 1994 über Modern Invasion Music. Der als War Metal bezeichnete, chaotische Stil der Band wurde in einigen Kritiken als stümperhaft bezeichnet und verspottet, fand jedoch im Untergrund zahlreiche Anhänger.

## Entstehung
Vengeance War ‘till Death wurde im Dezember 1993/Januar 1994 im Studio 001 Carlton, Melbourne aufgenommen und von der Band zusammen mit Scott Horne produziert. Zuständiger Toningenieur war Phil Pomeroy. Gemastert wurde es bei Sony Australia Sidney von Wayne Baptist und Keith Warslut.

## Titelliste
Die Musik wurde von Keith Warslut geschrieben, die Texte von Joe Skullfucker. Zusätzliche Texte (ohne konkrete Angaben im Beiheft) wurden von Damon Bloodstorm beigetragen.
1. Bestial Warlust – 3:41
2. Dweller of the Bottomless Pit – 4:18
3. Satanic – 4:47
4. Heathens – 3:54
5. Hammering Down the Law of the New Gods / Holocaust Wolves of the Apocalypse – 5:29
6. Storming Vengeance – 3:21
7. At the Graveyard of God – 6:02

## Musikstil und Texte
Im Beiheft wird der Stil mit „Satanic-War Metal“ angegeben, im Petrified 'Zine wurde der Stil als chaotischer War Metal, der an frühe Possessed mit dem dunklen Gesangsstil von Beherit erinnere, beschrieben; die Band sei aber einigermaßen einzigartig, da sie Black Metal mit extremer Aggression und Wut spiele. Außerdem gilt die kanadische Band Blasphemy als Einfluss, und es gibt Parallelen zu Sarcófagos I.N.R.I. Das Schlagzeug wird sehr schnell gespielt, das Album enthält keine Breaks und keine Pausen zwischen den Liedern. Ulysses von The Metal Crypt bezeichnete Bestial Warlust als „kriegstreiberische, christenhassende Black-Metal-Band“ mit dämonischen und kriegerisch-okkulten Liedern.
Kai Wendel vom Rock Hard zufolge „rattert das Schlagzeug“ im Hintergrund, und „die Gitarristen und der Basser versuchen lediglich, in der gleichen Geschwindigkeit hinterherzukommen“. John Chedsey von Satan Stole My Teddybear beschrieb den Stil als polternd.

## Kritiken
Wendel zählt Bestial Warlust zu den immer wieder „[a]us den Kloaken songwriterischer Einfallslosigkeit“ kriechenden Bands, die „so schlecht sind, daß selbst erzgebirgische Kleingeister wie der liebestolle Jana-Jünger von Belmez in die zieselnden Sphären des künstlerischen Anspruchs gehoben werden“. Die Musiker verstünden es „blendend, mit ihrem Werk den vielen hoffnungsvollen, aber ungesignten Acts des Undergrounds ins Gesicht zu spucken. Keiner der Mitwirkenden scheint so richtig zu wissen, was eigentlich gespielt werden soll. […] Geniale Riffs sind bei diesem Gedresche absolute Fehlanzeige. Und man besitzt sogar den Mut, die Geräusche des fünften im Bunde als Vocals zu umschreiben. Normalerweise avancieren solche Platten zu absoluten Ladenhütern. Aber irgend jemand muß der Truppe den Tip gegeben haben, daß man solchen Müll am besten Black Metal-Fans anbietet, die gegenwärtig alles kaufen, was extrem und true aussieht.“ Chedsey zufolge erschufen die Musiker einen „Mansch“ und waren „unfähig, mehr zu tun als zu ärgern“. Alle Lieder seien austauschbar und zeigten keinen Sinn für Dynamik.
Ulysses hingegen sieht durchaus Variation in den Liedern. Ihm zufolge schmeichelt die kurze Spielzeit dem Album eher, als dass sie Hunger nach mehr erzeuge; unter anderem in diesem Punkt erinnere Vengeance War ‘till Death an I.N.R.I., sei aber viel chaotischer und verheerender. Und wenngleich die satanischen zunehmend klischeehaft würden und Bands durch mythologische Anleihen ihren „Kvlt“-Status bekräftigten, setze die Band den Satan in den Black Metal, was ungeachtet anderer Meinungen auch dessen Thema sei. Vengeance War ‘till Death sei in keiner Weise außergewöhnlich. Aber es sei ein gutes Album, das etwas überbewertet sei.
Im Petrified 'Zine wurden die ersten zwei Titel als nicht besonders beeindruckend bezeichnet, dafür zeige die Band danach ihre wahre Originalität und Wut. Frank Stöver vom Voices from the Darkside bezeichnete Vengeance War ‘till Death als „verdammt EXTREM“ und den Gesang als krank und vermutlich das beste an dieser Veröffentlichung.